# Port lotniczy Caen-Carpiquet
Port lotniczy Caen-Carpiquet (IATA: CFR, ICAO: LFRK) – port lotniczy położony 6 km na zachód od Caen w Carpiquet, w regionie Dolna Normandia, we Francji.

## Linie lotnicze i połączenia
| Linia lotnicza | Kierunek                                                                                       |
| -------------- | ---------------------------------------------------------------------------------------------- |
| Air France     | 1. Lyon Sezonowo: 1. Biarritz 2. Calvi 3. Figari 4. Marsylia 5. Nicea                          |
| Volotea        | 1. Lyon 2. Marsylia 3. Montpellier 4. Nicea 5. Tuluza Sezonowo: 1. Ajaccio 2. Bastia 3. Figari |